# نیکولائه پسکارو
نیکولائه پسکارو (رومانیایی: Nicolae Pescaru; ۲۷ مارس ۱۹۴۳ – ۲۵ مهٔ ۲۰۱۹) بازیکن و مربی فوتبال اهل رومانی بود.
از باشگاه‌هایی که در آن بازی کرده‌است می‌توان به براشوو اشاره کرد.
وی همچنین در تیم ملی فوتبال رومانی بازی کرده‌است.